# Sphaenorhynchus lacteus
Espèce
Synonymes
- Hyla sceleton Laurenti, 1768
- Hyla lactea Daudin, 1800
- Hyla aurantiaca Daudin, 1802
- Rana aurantia Shaw, 1802
- Sphaenorhynchus eurhostus Rivero, 1969

Statut de conservation UICN

 LC  : Préoccupation mineure
Sphaenorhynchus lacteus est une espèce d'amphibiens de la famille des Hylidae.

## Répartition
Cette espèce se rencontre jusqu'à 300 m d'altitude dans le bassin de l'Amazone au Brésil, en Bolivie, au Pérou, en Équateur, en Colombie, au Venezuela, au Guyana, au Suriname, en Guyane et sur l'île de la Trinité,.

## Publications originales
- Daudin, 1800 : Histoire naturelle des quadrupèdes ovipares, (texte intégral).
- Rivero, 1969 : A new name for Sphaenorhynhus aurantiacus (Daudin) (Amphibia: Salientia). Copeia, vol. 1969, no 4, p. 700-703.